# Wang Jun
Wang Jun (chiń. upr. 王军; chiń. trad. 王軍; pinyin Wáng Jūn; ur. 20 sierpnia 1963 w Szantungu) – chińska koszykarka, występująca na pozycjach niskiej lub silnej skrzydłowej, reprezentantka kraju, multimedalistka międzynarodowych imprez koszykarskich.

## Osiągnięcia
Na podstawie, o ile nie zaznaczono inaczej.

### Reprezentacja
- Mistrzyni igrzysk azjatyckich (1986)[3]
- Brązowa medalistka olimpijska (1984)[4][5][6]
- Uczestniczka:
  - mistrzostw świata (1986 – 5. miejsce)[7]
  - kwalifikacji olimpijskich (1984 – 1. miejsce)[8]